# Hans Karl Weitzel
Hans Karl Weitzel, geläufiger unter H. K. Weitzel oder unter dem Kürzel H.K.W., auch Hans Weitzel (* 25. Oktober 1936 in Siegburg; † 11. Februar 2024 in Kleinmachnow), war ein deutscher Mediziner, Universitätsprofessor und Facharzt für Gynäkologie und Geburtshilfe.

## Leben
Weitzel machte das Abitur in Waldbröl und studierte von 1959 bis 1966 an der Rheinischen Friedrich-Wilhelms-Universität Bonn und der Philipps-Universität Marburg. In Bonn erfolgte 1966 seine Promotion mit der Dissertation: Untersuchungen über den Alkoholabbau nach peroraler und intravenöser Alkoholbelastung bei Lebercirrhotikern. 1966 heiratete er die Medizinerin Eva-Marie, geborene Steinberg. Im gleichen Jahr wurde er Medizinalassistent in Remscheid und absolvierte nebenberuflich bis 1962 ein Sportstudium an der Deutschen Sporthochschule Köln.
Als Stipendiat der Deutschen Forschungsgemeinschaft (DFG) war er von 1968 bis 1970 am Max-Planck-Institut für Immunbiologie bei Klaus Rother. Danach absolvierte er bis 1974 und anschließender Habilitation 1975 mit der Arbeit Der Wandel des Rhesus-Problems, Wirkung und Nebenwirkung der Prophylaxe mit Immunglobulin-G-anti-D bei Ernst Jürgen Plotz die Facharztausbildung an der Universitätsfrauenklinik Bonn. 1976 wurde er Oberarzt an der Frauenklinik der Medizinischen Hochschule Hannover. 1978 wurde er dort zum C 3-Professor auf Lebenszeit berufen. 1982 nahm er den Ruf als Nachfolger von Georg Hörman am Lehrstuhl Gynäkologie und Geburtshilfe des Universitätsklinikums Steglitz der FU Berlin (später Universitätsklinikum Benjamin Franklin–UKBF bzw. Campus Benjamin Franklin–CBF) an und wurde dort 1986 Prodekan. Der Entwicklungsschwerpunkt des Klinikums zu seiner Zeit lag im Bereich Perinatalmedizin.
Von 1987 bis 1988 saß er der Norddeutschen Gesellschaft für Gynäkologie und Geburtshilfe (NGGG) vor, von 1989 bis 1991 der Gesellschaft für Geburtshilfe und Gynäkologie in Berlin (GGGB), wo er maßgeblich Anteil an der Verschmelzung der ost- und westdeutschen Gesellschaften hatte.
Weitzel war Mitglied der KDB Rheno-Guestphalia zu Bonn im RKDB.

## Auszeichnungen
- Ehrenmitgliedschaft der Norddeutschen Gesellschaft für Gynäkologie und Geburtshilfe (NGGG)
- Ehrenmitgliedschaft der Gesellschaft für Geburtshilfe und Gynäkologie in Berlin (GGGB)